# Tropidurus itambere
Tropidurus itambere — вид ігуаноподібних ящірок родини Tropiduridae. Ендемік Бразилії.

## Поширення і екологія
Tropidurus itambere мешкають на Бразильському нагір'ї. Вони живуть в саванах серрадо, де трапляються серед скельних виступів. Живляться комахами, павуками і рослинністю, відкладають яйця.